# Finska folkpartiet
Finska folkpartiet var ett politiskt parti i Finland mellan 1951 och 1965. Därefter fusionerades partiet med ett konkurrerande liberalt parti, De Frisinnades Förbund, till Liberala folkpartiet.

## Partiordförande
- Eino Saari (1951–1958)[1]
- Veli Merikoski (1958–1961)[2]
- Harras Kyttä (1961–1964)[3]
- Esa Kaitila (1964–1965)[4]